# Культура (цикл творів)
Цикл «Культура» — загальна назва 9 науково-фантастичних романів та однієї збірки оповідань шотландського письменника Ієна М. Бенкса, в яких фігурує Культура — вигадане утопічне, гедоністичне, комуністичне (соціалістичне), анархістське суспільство біологічних та штучних істот галактичного масштабу. Основна тема романів — дилеми, що постають перед ідеалістичною гіпермогутністю в стосунках із цивілізаціями, які не розділяють її ідеалів, і поведінка яких їй іноді не до смаку. Дія романів часто відбувається поза межами самої Культури, а основні персонажі нерідко належать до пограничних прошарків між Культурою та іншими цивілізаціями або взагалі не належать до неї, проте вони можуть діяти, свідомо чи несвідомо, як агенти Культури, сприяючи її планам цивілізувати Галактику.
Ілон Маск застосував назви космічних кораблів, що згадуються у романі «Гравець ігор», для найменування двох плаваючих платформ, на які здійснюють посадку перші ступені ракет Falcon 9 та Falcon Heavy. Він назвав їх «Just Read the Instructions» та «Of Course I Still Love You». Також будується третя платформа «A Shortfall of Gravitas».

## Культура
Культура — галактичне суспільство, сформовани різними расами гуманоїдів та штучними  інтелектами приблизно за 9 тисяч років до подій, описаних у романах.  Оскільки більшість біологічних істот можуть отримати практично все, що їм заманеться, без необхідності працювати, в цьому суспільстві нема потреби в органах забезпечення виконання законів. Бенкс описує Культуру як космічний соціалізм. Це суспільство за межею нестач (post-scarcity), в якому є надлишок ресурсів завжди і повсюди, де люди (чи гуманоїди) можуть їх потребувати, де технологія розвинута до ступеня повної автоматизації будь-якого виробництва. Культуряни живуть здебільшого в космічних кораблях або інших позапланетних спорудах, бо засновники Культури бажали уникнути централізації політичних чи корпоративних владих структур, яка властива економікам планет. Планування та адміністрацію здійснюють здебільшого Розуми — штучні інтелекти дуже високого рівня.
Хоча Культура набагато краще технологічно розвинута й має могутнішу економіку, ніж більшість відомих цивілізацій, вона — не єдина впливова сила в галактичних справах. Набагато старша Гомомда стоїть на час подій роману Згадай про Флеба на дещо вищому технолонічному рівні, Мортанвелд має більше неселення й потужнішу економіку, але йому заважає стримане ставлення до штучних інтелектів. Можливості всіх цих суспільств значно поступаються можливостям Старших цивілізацій (вони віддалилися від галактичної політики, але зберігають могутність) та можливостям цивілізацій, що сублімували — здійснили перехід до нематеріальної, нетілесної багатовимірної форми існування й перестали втручатися в справи матеріального світу. 
Деякі цивілізації ставляться до Культури негативно. У часи війни з Культурою ідірани та деякі з їхніх союзників вважали контроль Розумів над Культурою різновидом ідолопоклонства. Гомомда вважає Культуру ідеалістичною й гіперактивною. Деякі члени Культури відділилися від неї й утворили цивілізації, які називають Вищими. Сюди входять Фракція Миру, Тенденція-О-Забудьте, та Зететик-Еленч. Інші просто відколюються, тимчасово чи назавжди.

## Книги
| Назва                                 | Оригінальна назва    | Перше видання | Дата подій                                                                                             | Сюжет |
| ------------------------------------- | -------------------- | ------------- | --- | --- |
| Згадай про Флеба                      | Consider Phlebas     | 1987          | 1331                                                                                                   | Епізод війни між Культурою та ідіранами, розказаний з точки зору ідіранського агента. |
| Гравець ігор                          | The Player of Games  | 1988          | з 2083 по 2088/7                                                                                       | Знудженого культурянина шантажем змушують стати агентом Культури в її планах розвалити брутальну ієрархічну імперію. Його завдання — виграти турнір, в якому обирається правитель імперії. |
| Використання зброї                    | Use of Weapons       | 1990          | 2092 — основний наратив, 1892 — початок допоміжного наративу.                                          | Розділи, що описують поточну місію спеціального агента Культури, який народився і виріс на не-Культурній планеті, чергуються з розділами, які в оберненому хронологічному порядку описують попередні місії та травматичні події, що зробили з нього того, ким він є. |
| Сучасний стан (Останнє слово техніки) | The State of the Art | 1991          | Різні дати, дія оповідання, що дало назву збірці відбувається в 1977-му                                | Це збірка оповідань, дія двох відбувається у всесвіті Культури ("Сучасний стан" та "Подарунок Культури"), ще одне оповідання ("Нащадок") можливо зі світу Культури. В короткій повісті, що дала назву збірці, Розум, який очолює експедицію до Землі, вирішує не входити в контакт і утриматися від впливу на Землю, а використати планету як контрольний зразок в порівнянні наслідків втручання та невтручання Культури в справи планет. |
| Ексцесія                              | Excession            | 1996          | 1867 (приблизно) в основній оповіді. 1827 (приблизно) та 633 до н.е. (приблизно) в описі минулих подій | Група Розумів використовує артефакт чужинців, розвиток яких набагато перевищує розуміння Культури, для того, щоб втягнути цивілізацію, поведінку якої вони не схвалюють, у війну, а інша група Розумів намагається зірвати змову. Допоміжна лінія оповіді описує спробу двох гуманоїдів наладити стосунки після драматичних подій 40-річної давності.                                                                                      |
| Інверсії                              | Inversions           | 1998          | невизначена                                                                                            | Не зовсім про Культуру, розповідає про діяльність агента Спеціальних обставин та емігранта Культури на планеті, розвиток якої приблизно відповідає рівню середньовічної Європи. У головну сюжетну лінію вплетено розповіді кількох місцевих жителів. |
| Глянь проти вітру                     | Look to Windward     | 2000          | 2167 (приблизно)                                                                                       | Культура втрутилася в розвиток раси шелгріанців, і наслідки були катастрофічні. Тепер, у світлі зорі, знищеної 800 років тому в Ідіранській війні, визрівають плани помсти. |
| Питання                               | Matter               | 2008          | 1887 (приблизно) або 2167 (приблизно)                                                                  | Спеціальна агентка Культури, принцеса в суспільстві на стадії розвитку ранньої індустріалізації, що мешкає на велетенській штучній планеті, довідується про загрозу узурпації трону регентом. Вона повертається, щоб зупинити регента, і перед нею постає набагато серйозніша загроза. |
| Поверхнева подробиця                  | Surface Detail       | 2010          | Між 2767 та 2967 (приблизно)                                                                           | Молода жінка прагне помститися своєму вбивці після того, як завдяки технології Культури її повернули до життя. Тим часом боротьба за оцифровані душі мертвих випліскується з кіберпростору в реальний світ. |
| Гідрогенна соната                     | The Hydrogen Sonata  | 2012          | 2375 (приблизно)                                                                                       | В останні дні цивілізації Гзілт, що стоїть на порозі сублімації, виринає секрет із древньої історії, несучи в собі загрозу зірвати запланований перехід в нематеріальну форму. Одна з гзілтян намагається при сприянні різних кораблів Культури та їхніх аватарів, довідатися, чи не була брехнею значна частина гзілтянської історії. |

## Історія написання
За словами Бенкса, ідея Культури зародилася в 1960-х і була водночас сповненням бажань та реакцію на здебільшого правого спрямування наукової фантастики США. На думку Бенкса Культура могла б бути  «чудовим місцем для життя», де нема експлуатації ні людей, ні штучних інтелектів, і де люди можуть сворювати істоти, кращі ніж вони самі.
Ще перед публікацією свого першого роману «Осина фабрика» (1984, не наукова фантастика), прийнятого до друку в 1983 році, Бенкс написав п'ять книг, зокрема три науково-фантастичні, які до друку не прийняли. 1974 року, в першому варіанті «Використання зброї», що був його третьою спробою написання роману, Культура була тільки незначною подробицею, призначення якої було показати, що агент-найманець працює на «хороших хлопців», а все його промахи лежать на його власній совісті. Ще тоді він умовив свого друга Кена Маклеода прочитати роман, і Маклеод намагався дати поради щодо його поліпшення, але книга містила надто багато «квітчатої прози» і мала дуже примітивну будову.  У 1984-у, незабаром після публікації «Осиної фабрики», Бенкс попросив Маклеода знову прочититати «Використання зброї»,  і той запропонував переплетення оповідних ліній, що рухаються вперед і назад у часі, і публікація 1990-го року вже мала таку будову. Коротка повість Останнє слово техніки, що стала титульною в збірці  1991 року, була почата в  1979-у, перший начерк «Гравця ігор» з'явився в 1980-у, а «Згадай про Флеба» —   в  1982-у.

## Місце в науковій фантастиці
Перші твори про Культуру побачили світ у часи, коли в науковій фантастиці правував кіберпанк — песимістичний піджанр, що переймався проблемами втрати робочих місць через вивезення виробництва до країн із меншими затратами та не такими строгими законодавчими нормами, зростання могутності корпорацій та загрозою особистості з боку комп'ютерних мереж, не пропонуючи жодного виходу.  Романи Культурного циклу належать до жанру космічної опери, але містять елементи далекі від наукового реалізму. Бенкс екстравагантно використовує цю свободу, зміщуючи акцент на людські та політичні аспекти свого всесвіту; він навіть відкидає неминучість капіталізму, яку кіберпанк та ранні космічні опери сприймають як беззаперечну. Натомість Бенкс взяв за основу своє уявлення про анархічно-комуністичне суспільство.
Твори циклу про Культуру значно сприяли відродженню піджанру космічної опери, який дещо занепав після буму 1930-х років.
Із творів про Культуру запозичила багато елементів медіафраншиза Halo: світи-кільця, поетичні назви зорельотів, космічна держава релігійних фанатиків.

## Виноски
1. ↑  Маск назвав ASDS на честь новели улюбленого письменника. Сайт space.com від 4 лютого 2015 [Архівовано 2 червня 2020 у Wayback Machine.](англ.)
2. 1 2 3  Banks, I.M. A Few Notes on the Culture. Архів оригіналу за 22 березня 2012. Процитовано 23 листопада 2015.
3. 1 2  Brown, C. (September 1996). Utopias and Heterotopias: The 'Culture' of Iain M. Banks. У Littlewood, D.; Stockwell, P. (ред.). Impossibility Fiction. Rodopi. с. 57—73. ISBN 90-420-0032-5. Архів оригіналу за 25 січня 2017. Процитовано 15 лютого 2009.
4. ↑  Parsons, Michael; Banks, Iain M (16 листопада 2012), Interview: Iain M Banks talks 'The Hydrogen Sonata' with Wired.co.uk, Wired UK, архів оригіналу за 14 листопада 2015, It is my vision of what you do when you are in that post-scarcity society, you can completely indulge myself. The Culture has no unemployment problem, no one has to work, so all work is a form of play. {{citation}}: Cite має пустий невідомий параметр: |df= (довідка)
5. 1 2  Johnson, G.L. (1998). SF Site Featured Review: Excession. Архів оригіналу за 3 вересня 2019. Процитовано 15 лютого 2009.
6. 1 2  На початку книги говориться, що війна триває вже чотири роки, а в історичному додатку сказано, що війна розпочалася в  1327. Banks, I.M. (1987). A Short History of the Idiran War. Consider Phlebas. Orbit. с. 19, 467. ISBN 1-85723-138-4.
7. 1 2 3  Banks, I.M. (2008). Matter. Orbit. ISBN 1-84149-417-8.
8. 1 2  Jackson, P.T.; Heilman, J. (2008). Outside Context Problems: Liberalism and the Other in the Work of Iain M.Banks. У Hassler, D.M.; Wilcox, C. (ред.). New Boundaries in Political Science Fiction. University of South Carolina Press. с. 235—258. ISBN 978-1-57003-736-8. Архів оригіналу за 25 січня 2017. Процитовано 9 грудня 2008.
9. 1 2 3 4  Horwich, D. (21 січня 2002). Culture Clash: Ambivalent Heroes and the Ambiguous Utopia in the Work of Iain M. Banks. Strange Horizons. Архів оригіналу за 16 травня 2008. Процитовано 17 лютого 2009. {{cite web}}: Cite має пустий невідомий параметр: |df= (довідка)
10. 1 2  Banks, I.M. (1987). Consider Phlebas. Orbit. ISBN 1-85723-138-4.
11. 1 2  Banks, I.M. (2000). Look to Windward. Orbit. ISBN 1-85723-969-5.
12. 1 2 3  Banks, I.M. (1997). Excession. Orbit. ISBN 1-85723-457-X.
13. ↑  Усі дати розраховано, використовуючи згадки в книгах.  Вони даються за земним літочисленням
14. ↑  Banks, I.M. (2003). The Player of Games. Orbit. ISBN 1-85723-146-5.
15. ↑  Корабель Фактор обмеження був "збудований сімсот шістнадцять років тому в кінці ідіранської війни, коли космічний конфлікт уже маже закінчився". Banks, I.M. (2003). The Player of Games. Orbit. ISBN 1-85723-146-5. Космічна війна завершилася в  1367-у. Події книги відбуваються упродовж відтинку часу в чотири-п'ять років від цього твердження.
16. ↑  Banks, I.M. (1990). Use of Weapons. Orbit. ISBN 0-356-19160-5.
17. ↑  Архівована копія. Архів оригіналу за 11 вересня 2017. Процитовано 18 вересня 2017.{{cite web}}:  Обслуговування CS1: Сторінки з текстом «archived copy» як значення параметру title (посилання)
18. ↑  Події, описані в книзі відбуваються майже одночасно зі звітом Дізієт Сма про відвідини Землі 1977 року. В передмові до цього звіту в "The State of the Art", вона датує візит 115-а роками раніше.
19. ↑  В кінці основного наративу Закалве говорить, що з часу взяття бойового корабля минуло два століття.
20. ↑  Horton, R. (5 березня 1997). Use of Weapons: Review. Архів оригіналу за 15 травня 2008. Процитовано 17 лютого 2009.
21. ↑  Banks, I.M. (1991). The State of the Art. Orbit. с. 182. ISBN 0-356-19669-0.
22. ↑  Архівована копія. Архів оригіналу за 24 лютого 2021. Процитовано 18 вересня 2017.{{cite web}}:  Обслуговування CS1: Сторінки з текстом «archived copy» як значення параметру title (посилання)
23. ↑  Сіра зона розмірковує, що ексцесія — найнебезпечніша річ, яку бачили в Галактиці з найгірших днів ідіранської війни, що відбулася п'ять століть тому.
24. ↑  Говориться, що Даджеїл була вагітною вже 40 років.
25. ↑  Говориться, що GCU Важка дитина знайшов чорного карлика й першу екцесію  2500 років до початку подій основного сюжету.
26. ↑  Banks, I.M. (1998). Inversions. Orbit. ISBN 1-85723-763-3.
27. ↑  Langford, D. (1998). Iain M. Banks: Inversions. Архів оригіналу за 13 червня 2013. Процитовано 17 лютого 2009.
28. ↑  У книзі сказано, що події відбувалися приблизно через  800 років після закінчення космічних битв ідіранської війни.
29. ↑  Книга згадує інцидент з Сонною  службою ексцесії як подію 20-річної давнини; однак, у ній також мовиться, що  Проблема ліввару блукав  800 років, і його блукання розпочалися після завершення служби в ідіранській війні.
30. ↑  Johnson, G.L. (2008). SF Site Featured Review: Matter. Архів оригіналу за 21 січня 2018. Процитовано 17 лютого 2009.
31. ↑  Banks, I.M. (2010). Surface Detail. Orbit. с. 400. ISBN 1-84149-893-9.
32. ↑  Книга сттверджує, що події, описані в  Глянь проти вітру відбулися  600 років тому ("However, as part of what were in effect war reparations after the Chel debacle, six hundred years ago..."), і повторно згадує, що ідіранська війта відбулася  1500 років тому; війна формально закінчилася 1375-го року.
33. ↑  Wired.co.uk talks to Iain M Banks about his latest Culture novel, Surface Detail. Wired. 14 жовтня 2010. Архів оригіналу за 4 березня 2016. Процитовано 18 вересня 2017.) "This one takes place about eight hundred years later on in the chronology of the culture" — тоді, коли він це говорив, остання книга про Культуру описувала події, що відбулися приблизно  2167 року.
34. ↑  Banks, I.M. (2012). The Hydrogen Sonata. Orbit. ISBN 978-0356501505.
35. ↑  У книзі говориться, що Банду цікавих часів з Ексцесії не бачили вже майже  500 років; а ще, що минуло приблизно 1000 років після ідіранської війни.
36. ↑  Lowe, G. (24 березня 2008). Iain Banks – Interview. Spike Magazine. Архів оригіналу за 9 червня 2016. Процитовано 17 лютого 2009.
37. ↑  Gevers, N. (2002). Cultured futurist Iain M. Banks creates an ornate utopia. Архів оригіналу за 2 жовтня 2008. Процитовано 16 лютого 2009.
38. ↑  Mitchell, C. (3 вересня 1996). Iain Banks : Whit and Excession: Getting Used To Being God. Spike Magazine. Архів оригіналу за 10 вересня 2016. Процитовано 17 лютого 2009.
39. ↑  Wilson, A. (1994). Iain Banks Interview. Архів оригіналу за 30 серпня 2009. Процитовано 17 лютого 2009.
40. ↑  Mendelsohn, F. (2005). Iain M.Banks: Excession. У Seed, D. (ред.). A Companion to Science Fiction. Blackwell Publishing. с. 559—566. ISBN 1-4051-1218-2. Архів оригіналу за 15 лютого 2017. Процитовано 15 лютого 2009.
41. ↑  Butler, A.M. (November 2003). The British Boom: What boom? Whose boom? (PDF). Science Fiction Studies (93). Архів оригіналу (PDF) за 3 березня 2016. Процитовано 14 лютого 2009.
42. ↑  Westfahl, G. (2003). Space opera. У James, E.; Mendelsohn, F. (ред.). The Cambridge Companion to Science Fiction. Cambridge University Press. с. 197–208. ISBN 0-521-01657-6.
43. ↑  Iain M. Banks' Culture references in Bungie's Halo. marathon.bungie.org. Процитовано 12 липня 2022.